# Alberto Raposo
Alberto Raposo   (Lisboa, 12 de desembre de 1921 - Lisboa, 1944) va ser un ciclista portuguès que va córrer entre 1939 i 1942. En el seu palmarès destaca una victòria d'etapa a la Volta a Catalunya de 1942.

## Palmarès
- 1942
  - Vencedor d'una etapa a la Volta a Catalunya
  - Vencedor d'una etapa a la Volta a Llevant
  - Vencedor de dues etapes a la Volta a Mallorca